# 가면라이더 - 더 넥스트
가면라이더 - 더 넥스트(假面ライダ - The Next, Kamen Rider The Next)는 일본에서 제작된 타사키 류타 감독의 2007년 액션 영화이다. 이시다 미쿠 등이 주연으로 출연하였고 카토 카즈오 등이 제작에 참여하였다.

## 출연

### 주연
- 이시다 미쿠
- 카토 카즈키

### 조연
- 키카와다 마사야
- 코나카 카즈야
- 마시코 리에
- 모리 에리카
- 나야 고로
- 록카쿠 신지
- 사이토 요스케
- 시마다 큐사쿠
- 타구치 토모로오
- 타카노 하세이

## 제작진
- 원작자: 이시노모리 쇼타로
- 공동제작: 나카소네 치하루
- 공동제작: 코다마 쿠니히코
- 공동제작: 후쿠나카 오사무
- 공동제작: 이시이 토루
- 조명: 미에노 세이이치로
- 조연출: 다카하시 히로시
- 미술: 와다 히로시